# Fundación Alberto y Elena Cortina
Fundación Alberto y Elena Cortina es una organización sin ánimo de lucro, de nacionalidad española, constituida por Elena Cué Castanedo y Alberto Cortina de Alcocer, el 8 de julio de 2011.
Clasificada como fundación cuyos fines de interés general son asistencia e inclusión social y cooperación para el desarrollo, y que tiene como fines, la promoción, creación, sostenimiento y auxilio de obras asistenciales, sociales, educativas y benéficas de toda índole que en cada caso concreto acuerde el Patronato, a favor de personas que precisen de las mismas, con especial atención y dedicación a la infancia.
El 100 % de los fondos destinados por la fundación, para el desarrollo, gestión y mantenimiento de proyectos, provienen únicamente de las aportaciones de los socios fundadores.

## Proyectos
HAITÍ
La Fundación, viene desarrollando desde el año de su creación, diversas actuaciones en el ámbito del desarrollo y protección a los sectores más desfavorecidos de la población, tanto en España como en el extranjero.
Comienza su andadura en Haití,  con la atención a familias damnificadas por el terremoto del 2010, en el campamento de desplazados de Tabarré (alrededores de Puerto Príncipe) con más de 1.200 personas atendidas, 400 de las cuales eran menores.
La fundación ayudó mediante la compra y distribución de alimentos en cooperación con Mensajeros de la Paz, en programas específicos de nutrición infantil, en apoyo escolar, en la instalación de infraestructuras higiénico-sanitarias básicas.
En España la Fundación centra sus esfuerzos en el desarrollo de programas que alivien la situación de precariedad por la que atraviesan muchas familias españolas, y en ese ámbito la Fundación desarrolla los siguientes proyectos:
LA CASA DE LA PAZ- un proyecto de atención sanitaria destinado a menores de diversos países, afectados con patologías graves y que no tienen posibilidad de tratamiento en sus países de origen.
HOGAR DE ACOGIDA- donde trabaja para mejorar la calidad de vida de personas enfermas, generalmente afectadas con enfermedades raras, en los hospitales de referencia, ofreciéndoles  ayuda médica, psicológica y social a través de los recursos de la Fundación.
COMEDORES SOCIALES- el primero, un comedor al uso, ubicado en Madrid capital, donde ofrecen de lunes a viernes, comidas elaboradas,  y donde acude un número importante de personas en situación de necesidad. Los viernes hacen entrega de packs de alimentos para cada familia, en cantidad suficiente para el fin de semana.
COMEDOR INVISIBLE- es un proyecto destinado a los denominados pobres vergonzantes, un sector de población que no tiene hábito de solicitar ayuda, y que además se avergüenza por la situación de pobreza en que están inmersos.
La Fundación pretende dar cobertura a este sector de población, que sufre en silencio los estragos de la crisis y para ello ha establecido un programa de entrega de cestas de compra a domicilio, de forma anónima, sin estigmatizar al receptor de dicha ayuda.
MUJERES EN RIESGO DE EXCLUSIÓN SOCIAL- la fundación ha iniciado en el año 2013 un programa de atención a mujeres en situación de riesgo de exclusión social. Mediante un convenio con la Dirección General de Inmigración. Se establece un protocolo de atención a mujeres solas, desahuciadas de sus hogares y en muchos casos con niños a su cargo.
En este programa de intervención, la fundación ofrece a las mujeres, alojamiento, formación y asesoramiento. En 2014 la Comunidad de Madrid firma un acuerdo con la Fundación Alberto y Elena Cortina, mediante el cual remiten a mujeres en riesgo de exclusión al centro de atención de la Fundación.
APADRINA UNA FAMILIA- La fundación ofrece la posibilidad de apadrinar a familias españolas con dificultades económicas. Los padrinos se comprometen a donar el dinero necesario para mantener a una familia durante al menos un año. La fundación no recibe la donación sino que sirve de vehículo entre el donante y el supermercado, el cual se ocupa de la distribución de cestas con los productos de primera necesidad que se va a enviar a la familia remitida por los Servicios sociales del Ayuntamiento de Madrid.

### Econosolidario
El Econosolidaro es un supermercado donde familias seleccionadas por los servicios sociales de Madrid reciben una tarjeta electrónica cargada con una cantidad de puntos con los que pueden realizar la compra de productos de primera necesidad. Son las propias familias las que deciden lo que más necesitan, entre lo que se incluyen productos no perecederos, productos de higiene y limpieza y productos perecederos.
En 2015 Econosolidario dio servicio a 500 familias. En 2017, 5.619 personas de 1.600 familias se beneficiaron de la iniciativa y en diciembre de 2022, el Econosolidario atiende a 6.511 personas integrantes de 2.165 familias.